# Lijst van voetbalclubs - U
Dit is een lijst van voetbalclubs met als beginletter een U.
- FC Utrecht
- UD Fuerteventura
- Udinese
- Uerdingen 05
- Uganda Revenue Authority SC
- FC Ulaanbaatar
- Umeå FC
- Umm-Salal SC
- UNA Strassen
- Undrið FF
- CF União
- Union 03 Altona
- Union 05 Krefeld
- Union 06 Berlin
- Union 06 Oberschöneweide
- Unión Atlético Maracaibo
- Union Berlin
- Union Deportivo Banda Abou
- Unión Española
- Unión Estepona
- Union Fürstenwalde
- Union Hamborn 02
- Unión Huaral
- Union Hutoise
- Union La Calamine
- Unión La Calera
- Unión Lara
- Unión Magdalena
- Union Mills FC
- Union Namur
- Union Niederrad 07
- Union Remich-Bous
- Union Rochefortoise
- Union Saint-Gilloise
- Union Titus Pétange
- United of Manchester
- Universidad de San Carlos CF
- SpVgg Unterhaching
- Urania Genève Sport
- FC Urartu
- Urawa Red Diamonds

A · B · C · D · E · F · G · H · I · J · K · L · M · N · O · P · Q · R · S · T · U · V · W · X · Y · Z